# Касима-дзингу
Касима-дзингу (яп. 鹿島神宮) — синтоистское святилище, расположенное в городе Касима, Ибараки, Япония; главное из около 600 святилищ Касима.

## Мифология
В храме поклоняются ками Такэмикадзути («Доблестный устрашающий бог» или «молния»). Согласно «Кодзики», он родился из крови, попавшей на клинок, которым бог Идзанаги зарубил бога огня Кагуцути, обжёгшего при своём рождении мать — Идзанами — что привело к её смерти. В других вариантах мифа Такэмикадзути является сыном Ицу-но охабари или потомком Микахаяхи.
В «Кодзики» и «Нихон сёки» описано, как Такэмикадзути вместе с богом Фуцунуси спустился с
небес в Идзумо, чтобы бог Оокунинуси передал свои владения внуку Аматэрасу — Ниниги-но микото.
Некоторые считают, что Такэмикадзути был добавлен в этот сюжет позже, а в оригинальном мифе присутствовал лишь Фуцунуси.
Согласно «Хитати фудоки», «бог Касима» явился императору Дзимму и сказал: «Если ты будешь поклоняться мне, то я отдам все провинции … под твое управление», после чего Дзимму стал ему поклоняться.
По версии, опирающейся на написанное в «Хитати фудоки», где божество храма Касима упоминается как Амэ-но-каку-но-ками, местное божество было постепенно интегрировано в императорскую мифологию.
По другой теории, божество было принесено в эту местность войсками Ямато.
Традиционно Такэмикадзути и Фуцунуси почитались как хранители страны. В средние века они считались покровителями воинов и воинских искусств. Кроме того, Такэмикадзути может защищать от землетрясений.

## История
Согласно легендам, Касима-дзингу был основан одновременно с государством Ямато, в 660 году до н. э. Учёные считают, что святилище является одним из древнейших в восточной Японии. Оно было включено в список «Энгисики». В 750 году там был основан один из старейших синтоистско-буддийских комплексов (дзингу-дзи). В эпоху Хэйан,
наряду с храмами Исэ-дзингу и Катори-дзингу, являлось одним из трех святилищ высшей категории (дзингу). Кроме того, оно было одним из тёкусайся — 16 храмов, куда отправлялись посланники императора с дарами для божеств. В средние века Касима был главным синтоистским храмом провинции.
С 1871 по 1946 год святилище было официально причислено к кампэй-тайся (яп. 官幣大社 большие императорские храмы) — высшей категории поддерживаемых государством святилищ.

## Архитектура и планировка

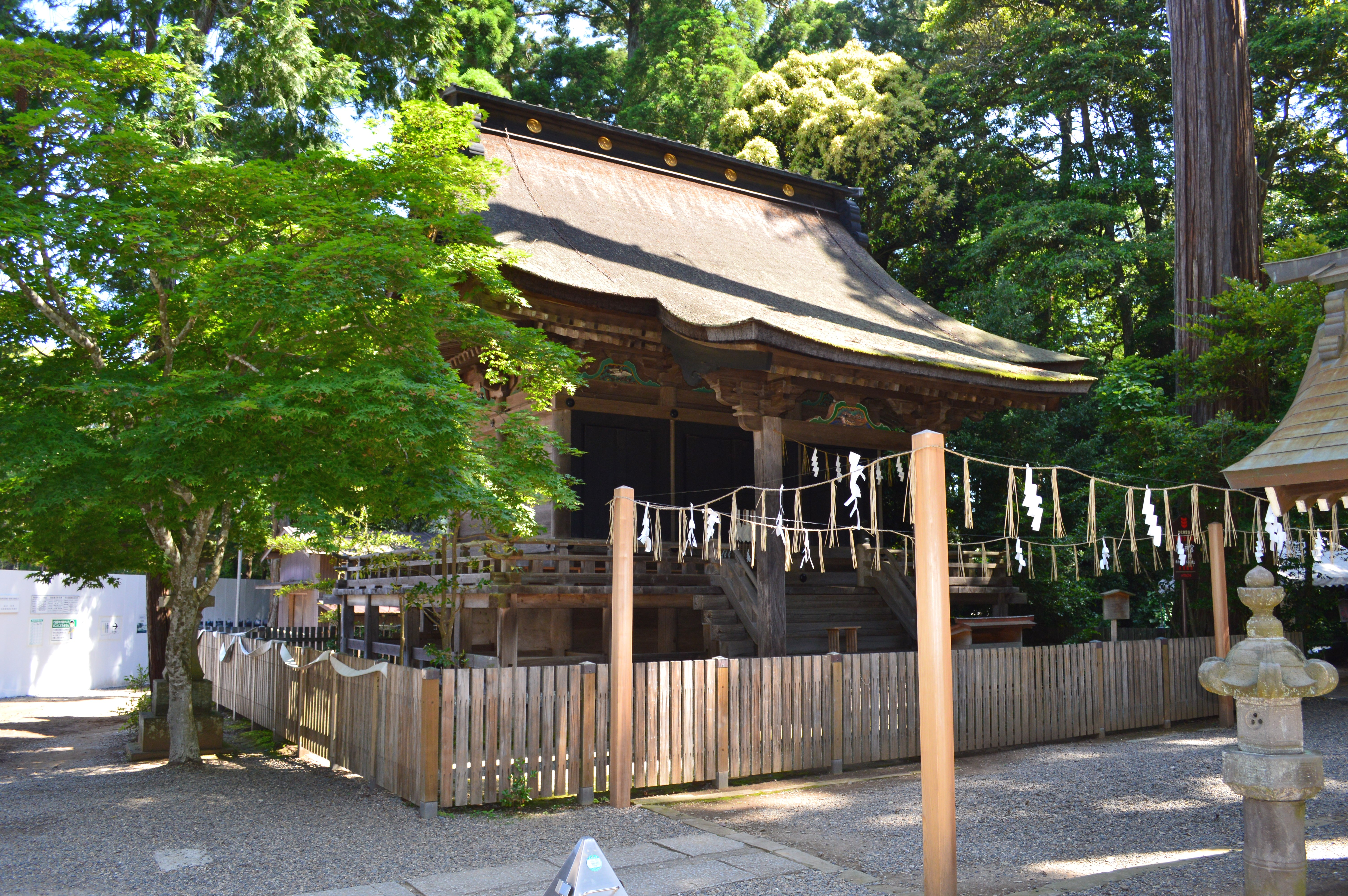
Каридэн

Храм расположен в 10 минутах ходьбы от одноимённой железнодорожной станции. От каменных касима-тории тропа ведёт к окрашенным киноварью воротам ромон, по некоторым утверждениям — одним из трёх крупнейших в Японии. За воротами расположены хондэн и хайдэн, возведённые по приказу второго сёгуна Токугава — Хидэтады. Здания построены в стиле гонгэн-дзукури, в котором хондэн соединён с хайдэном небольшой комнаткой, в данном случае являющейся хэйдэном. В отличие от большинства святилищ в этом стиле, в Касима-дзингу каждое из зданий перекрыто отдельной крышей. Хондэн размером 3х3 пролёта богато украшен резьбой и золотом.
На другой стороне тропы расположен каридэн, ранее использововшийся как временный хондэн во время перестроек святилища (сэнгу), а сегодня — при его ремонте. Дальше у тропы расположено Оку-но-мия — построенное в 1605 году Токугавой Иэясу святилище, ранее стоявшее на месте нынешнего.
Территория святилища составляет 173 акра, на ней растёт лес из кедров, дубов и прочих деревьев.

## Мацури
Каждый год 1-2 сентября в святилище проводится осенний праздник (мацури), во время которого паланкины микоси и платформы даси с музыкантами и разными историческими фигурами проезжают по украшенным фонариками улицам города.
Раз в 12 лет, в год лошади (например, 2014 и 2026), 2 сентября проводится особый ритуал Оофуна-мацури, Офунэ-мацури или Мифунэ-сай (御船祭, Большой корабельный праздник).
Во время церемонии микоси погружают на корабль, отправляющийся через озеро Китаура, протоку Вани-Кани и озеро Насакаура навстречу кораблю с микоси из храма Катори-дзингу. Встреча символизирует прибытие ками в святилища и их близкую связь. Вероятно, церемония сложилась при императоре Одзине (III век н. э.). Традиция прервалась в период Сэнгоку, но была возрождена в 1870 году. Праздненство является крупнейшим и пышнейшим водным мацури в Японии.